# Narsil
A Narsil J. R. R. Tolkien A Gyűrűk Ura című regényében szereplő híres kard, amelynek nevéhez fontos események fűződnek.
| „                              | Narsil essenya. Macil meletya Telchar carnéron Navrotessë | ” |
| – a kard markolatának felirata |                                                           |   |

## Története
A Narsil Elendil gondori király tulajdona volt, idősebbik fia, Isildur örökölte. Ez az a kard, mellyel a Nagy Csatában Isildur legyőzte Sauront. Több néven is ismert, ezek közül a legnépszerűbb a Kettétört Kard elnevezés, de amikor összekovácsolták, megváltoztatták ezt a nevet az Eggyé Kovácsoltra, és Narsilból Andúrillá vált, amelynek jelentése: A Nyugat Lángja.
Későbbi hordozója Arathorn fia Aragorn, númenori királyok sarja. A kard a Minas Tirith csatában volt először Andúrilként, majd később a Fekete Kapunál.
A kard neve a nar (jelentése tűz) és a thil (jelentése fehér fény) quenya szavakból áll. Telchar törp kovácsmester alkotása. 